# Лунцзыху
Лунцзыху́ (кит. упр. 龙子湖, пиньинь Lóngzǐhú, буквально: «озеро дракона») — район городского подчинения городского округа Бэнбу провинции Аньхой (КНР).

## История
Когда в 1947 году был образован город Бэнбу, то в этих местах были созданы районы Аньдун (东安区) и Гоцин (国庆区). В 1949 году они были объединены в район Гоань (国安区), который впоследствии был переименован в Восточный городской район (东市区).
В 2004 году Восточный городской район был переименован в Лунцзыху.

## Административное деление
Район делится на 6 уличных комитетов, 1 посёлок и 1 волость.